# 王同春 (順治進士)
王同春（？—？），字世如，自號石幢山人，山西澤州沁水縣人，清朝政治人物。

## 生平
天啓七年（1627年）丁卯科山西鄉試舉人，順治三年（1646年）丙戌科進士，任山東陵縣知縣，改江南宣城知縣，治宣城七年，卓有政聲。陞授户部主事，出任江南安徽督學道僉事，轉四川布政使司參議，卒年七十一。